# Duffort
Duffort (okzitanisch: Durfòrt) ist eine französische Gemeinde mit 131 Einwohnern (Stand: 1. Januar 2022) im Département Gers in der Region Okzitanien (bis 2015 Midi-Pyrénées). Sie gehört zum Arrondissement Mirande und zum Gemeindeverband  Astarac Arros en Gascogne. Die Einwohner nennen sich Duffortois.

## Geografie
Duffort liegt in der Landschaft Astarac im Osten der historischen Provinz Gascogne zwischen den Flüssen Grande Baïse im Westen und Baïsole im Südosten, 33 Kilometer nordöstlich von Tarbes und etwa 100 Kilometer südwestlich von Toulouse. Das 9,84 km² umfassende Gemeindegebiet umfasst viele Weiler und Einzelhöfe. Ein schmaler Bergzug mit Höhen über 300 m über dem Meer durchzieht die Gemeinde in Nord-Süd-Richtung, nach Westen fällt das Gelände steil, nach Osten sanft ab. Nahe dem Weiler Duran wird mit 332 Metern über dem Meer der höchste Punkt im Gemeindeareal erreicht. Im Westen, Süden und Südosten grenzt Duffort an das Département Hautes-Pyrénées. Umgeben wird Duffort von den Nachbargemeinden Barcugnan und Sainte-Aurence-Cazaux im Norden, Cuélas im Osten, Guizerix im Südosten, Sadournin im Süden sowie Fontrailles im Westen.

## Bevölkerungsentwicklung
| Jahr                       | 1962 | 1968 | 1975 | 1982 | 1990 | 1999 | 2006 | 2012 | 2021 |
| -------------------------- | ---- | ---- | ---- | ---- | ---- | ---- | ---- | ---- | ---- |
| Einwohner                  | 198  | 191  | 179  | 153  | 149  | 141  | 135  | 138  | 140  |
| Quellen: Cassini und INSEE |      |      |      |      |      |      |      |      |      |

Im Jahr 1846 wurde mit 510 Bewohnern die bisher höchste Einwohnerzahl ermittelt. Die Zahlen basieren auf den Daten von cassini.ehess und INSEE.

## Sehenswürdigkeiten
- Kirche Saint-Étienne aus dem 17. Jahrhundert mit bemerkenswerten Altarbildern

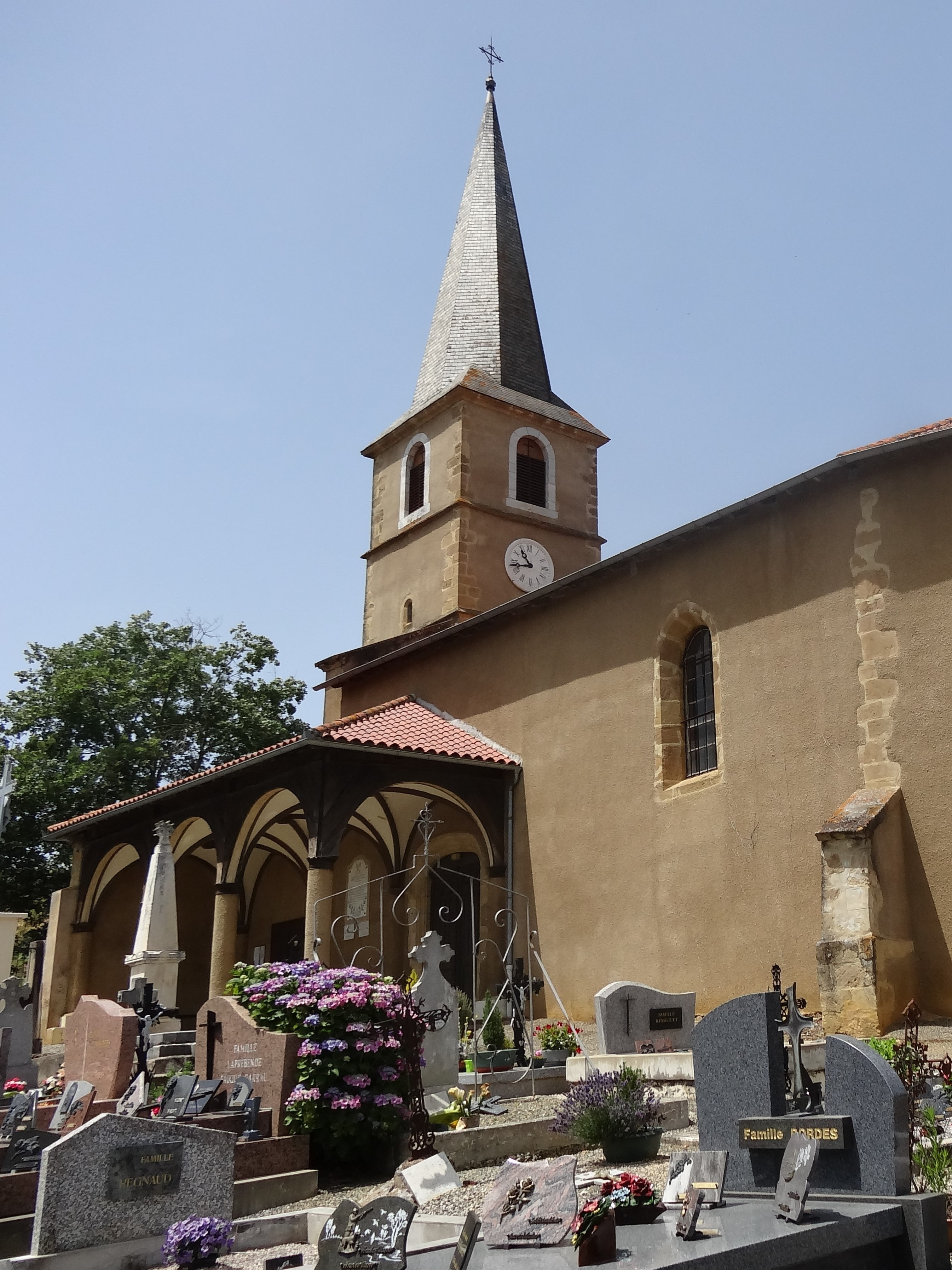
Kirche Saint-Étienne
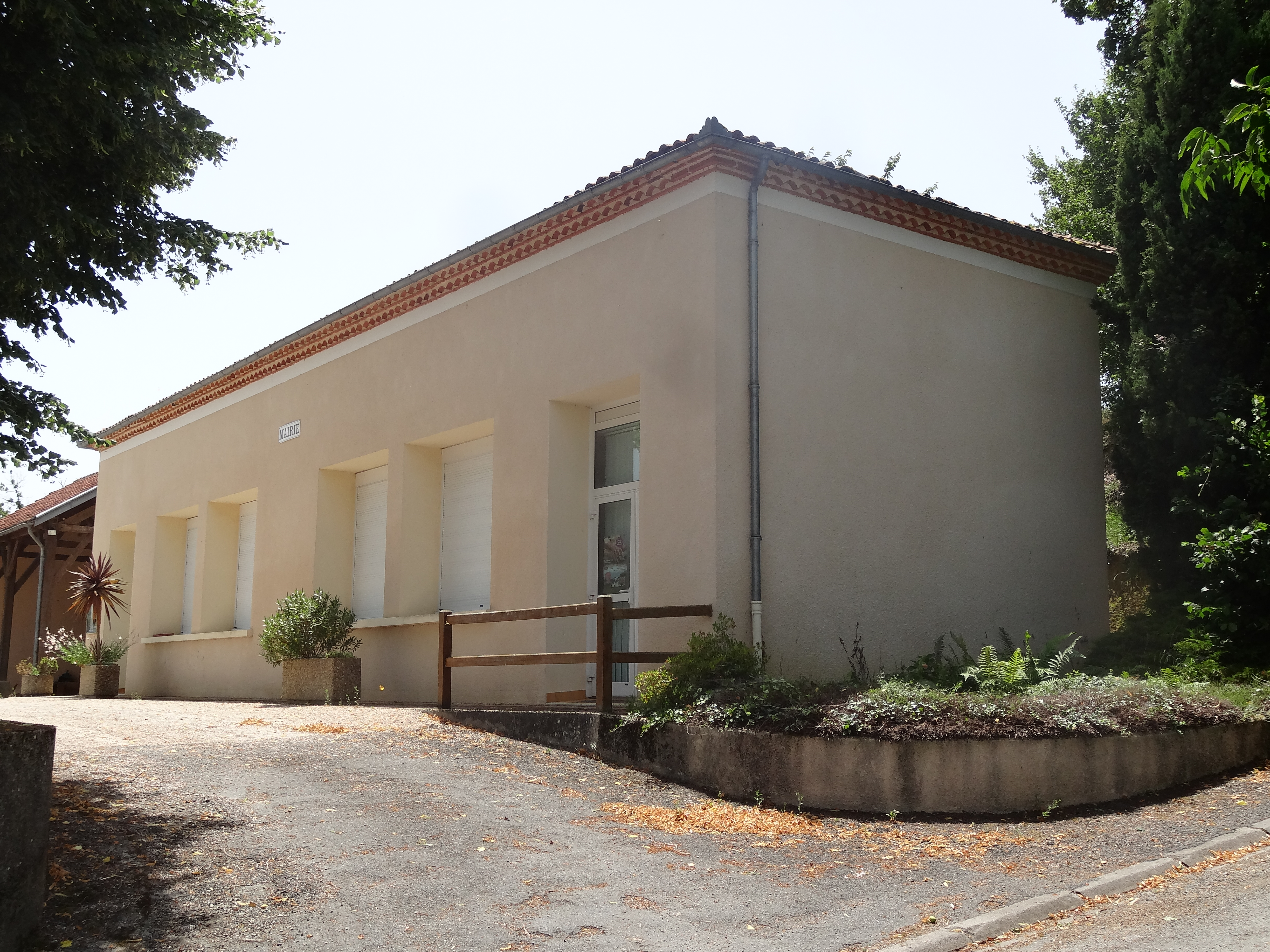
Rathaus (mairie)
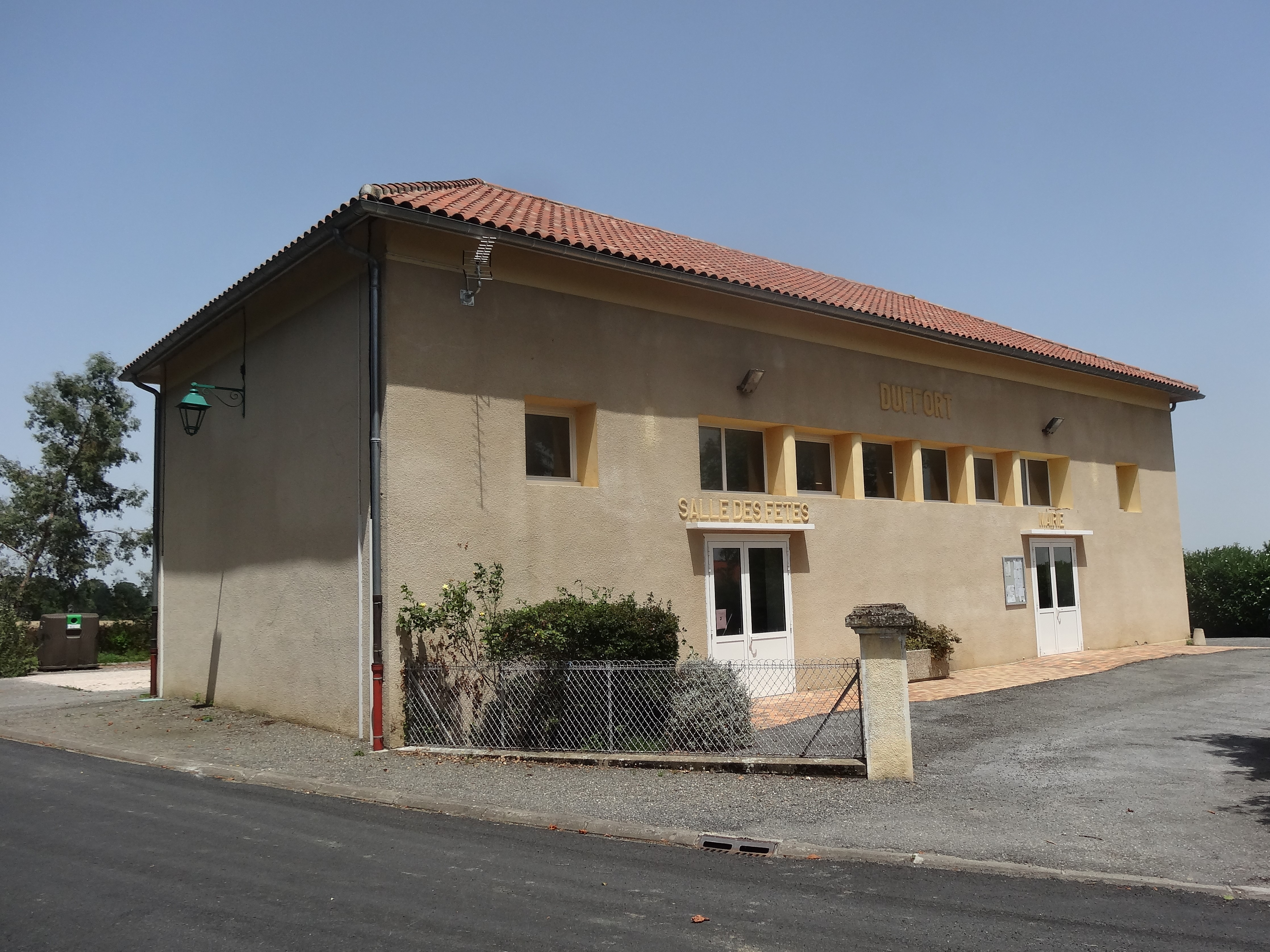
Gemeindefestsaal

## Wirtschaft und Infrastruktur
In der Gemeinde Duffort sind 30 Landwirtschaftsbetriebe ansässig (Getreideanbau, Rinder-. Schweine- und Geflügelzucht).
Fünf Kilometer südlich von Duffort verläuft die Fernstraße D 632 von Tarbes nach Toulouse. Im 30 Kilometer entfernten Lannemezan besteht ein Anschluss an die Autoroute A 64.

## Belege
1. ↑  Duffort auf cassini.ehess
2. ↑  Duffort auf INSEE
3. ↑  Landwirtschaftsbetriebe auf annuaire-mairie.fr (französisch)